# Mission: Impossible – Fallout
Mission: Impossible – Fallout is een Amerikaanse actiefilm uit 2018, geregisseerd door Christopher McQuarrie. De film is de zesde in de reeks films gebaseerd op de gelijknamige televisieserie, telkens met Tom Cruise in de hoofdrol.

## Verhaal
Wanneer een IMF-missie misloopt waardoor de misdadiger Solomon Lane kan ontsnappen, wordt de wereld geconfronteerd met ernstige bedreigingen. Terwijl Ethan Hunt het op zich neemt om zijn oorspronkelijke missie tot een goed einde te brengen, begint de CIA zijn loyaliteit en zijn motieven in twijfel te trekken. Voor Hunt en zijn team begint een race tegen de klok, opgejaagd door huurmoordenaars en voormalige bondgenoten terwijl ze een wereldwijde catastrofe proberen te voorkomen.

## Rolverdeling
| Acteur            | Personage                       |
| ----------------- | ------------------------------- |
| Tom Cruise        | Ethan Hunt                      |
| Henry Cavill      | August Walker                   |
| Ving Rhames       | Luther Stickell                 |
| Simon Pegg        | Benji Dunn                      |
| Rebecca Ferguson  | Ilsa Faust                      |
| Sean Harris       | Solomon Lane                    |
| Angela Bassett    | Erica Sloane                    |
| Vanessa Kirby     | Alanna Mitsopolis / White Widow |
| Michelle Monaghan | Julia Meade                     |
| Wes Bentley       | Erik                            |
| Frederick Schmidt | Zola Mitsopolis                 |
| Alec Baldwin      | Alan Hunley                     |
| Liang Yang        | Lark Decoy                      |
| Kristoffer Joner  | Nils Debruuk                    |
| Wolf Blitzer      | Zichzelf                        |
| Ross O'Hennessy   | Britse Agent                    |
| Alix Bénézech     | Franse politievrouw             |
| Caspar Phillipson | Plutonium dealer                |

## Productie
De filmopnamen gingen begin april 2017 van start in Parijs. Er werd ook gefilmd in het Verenigd Koninkrijk, India, Nieuw-Zeeland en Noorwegen.
Tom Cruise brak zijn rechterenkel bij een sprong tussen twee gebouwen tijdens de opname van een achtervolgingsscène. Hij voltooide de scène en liet zich pas verzorgen nadat hij uit beeld was. De opname werd gebruikt in de film.

### Release en ontvangst
Mission: Impossible – Fallout ging op 12 juli 2018 in wereldpremière in Parijs en werd vanaf 27 juli 2018 in de bioscoopzalen in de Verenigde Staten uitgebracht. De film zal als eerste in de serie in RealD 3D en in IMAX 3D vertoond worden.
De film kreeg positieve kritieken van de filmcritici over de cinematografie, verhaal, actie, stunts en de muziek, met een score van 98% op Rotten Tomatoes, gebaseerd op 123 beoordelingen.

## Soundtrack
De filmmuziek werd gecomponeerd door Lorne Balfe, ter vervanging van de vorige componist Joe Kraemer. De soundtrack werd op 14 juli 2018 digitaal op de markt gebracht door Paramount Pictures Music en later op de maand op cd door La-La Land Records.

### Tracklist
Alle muziek is geschreven door Lorne Balfe.
| Nr. | Titel                                                                   | Duur |
| --- | ----------------------------------------------------------------------- | ---- |
| 1.  | A Storm Is Coming                                                       | 1:12 |
| 2.  | Your Mission                                                            | 2:14 |
| 3.  | Should You Choose to Accept...                                          | 2:34 |
| 4.  | The Manifesto                                                           | 1:44 |
| 5.  | Good Evening, Mr Hunt                                                   | 4:19 |
| 6.  | Change of Plan                                                          | 5:47 |
| 7.  | A Terrible Choice                                                       | 2:54 |
| 8.  | Fallout                                                                 | 1:30 |
| 9.  | Stairs and Rooftops                                                     | 6:00 |
| 10. | No Hard Feelings                                                        | 4:20 |
| 11. | Free Fall                                                               | 4:14 |
| 12. | The White Widow                                                         | 4:42 |
| 13. | I Am the Storm                                                          | 2:07 |
| 14. | The Exchange                                                            | 5:54 |
| 15. | Steps Ahead                                                             | 1:02 |
| 16. | Escape Through Paris                                                    | 5:05 |
| 17. | We Are Never Free                                                       | 6:57 |
| 18. | Kashmir                                                                 | 4:29 |
| 19. | Fate Whispers to the Warrior                                            | 3:54 |
| 20. | And the Warrior Whispers Back                                           | 3:56 |
| 21. | Unfinished Business                                                     | 1:49 |
| 22. | Scalpel and Hammer                                                      | 5:10 |
| 23. | The Syndicate                                                           | 6:00 |
| 24. | Cutting on One                                                          | 3:42 |
| 25. | The Last Resort                                                         | 2:55 |
| 26. | Mission: Accomplished (Theme van Mission: Impossible van Lalo Schifrin) | 1:15 |
| 27. | Friction (theme song door Imagine Dragons)                              | 3:28 |